# フランスの歴史的建造物撮影調査プロジェクト

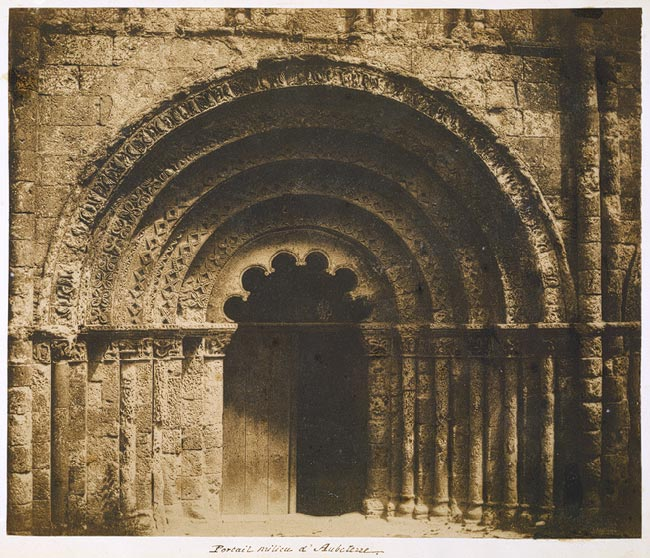
オーブテールのサンジャック教会中央入り口（1851年にギュスターヴ・ル・グレイが撮影）

フランスの歴史的建造物撮影調査プロジェクト（フランスのれきしてきけんぞうぶつさつえいちょうさプロジェクト、仏: Mission héliographique）は、フランス各地のランドマークや記念碑を修復するために写真を撮った19世紀のプロジェクト。

## プロジェクトの目的と経緯
このプロジェクトは、フランスの歴史的建造物監察官で『カルメン』の作者でもあるプロスペル・メリメによって1851年に設立された。 その目的は、1837年にメリメが開始したフランスのランドマークを分類、保護、修復するプログラムである歴史的記念物（Monument historique）を補完することであった。メリメは、建築家ウジェーヌ・ヴィオレ＝ル＝デュックが最終的に修復することを目的として、エドゥアール・バルデュス、イポリット・バヤール、ギュスターヴ・ル・グレイ、アンリ・ル・セック、オーギュスト・メストラルを雇い、写真撮影を行わせた。
ダゲレオタイプはフランスで生まれたが、メリメはより詳細なテクスチャーを提供するカロタイプを好んだ。
メストラルとル・グレイはパリから南西の地域を、ル・セックは北部と東部を撮影した。紙のネガではなくガラスのネガを使うことを選んだバイヤールは、西のブルターニュとノルマンディーを撮影。 バルデュスはフォンテーヌブロー宮殿を含む南部と東部を撮影した。

## 結果
いくつかの画像は初期の写真の古典的な例であるが、全体的な結果は要件を満たしておらず、しばしば朽ち果てた建物を芸術的に描写してしまったことで、修復の必要性を不明瞭にした。